# Rezerwat przyrody Lasy Radłowskie
Rezerwat przyrody Lasy Radłowskie – florystyczny rezerwat przyrody w gminie Wierzchosławice, w powiecie tarnowskim, w województwie małopolskim. Znajduje się na terenie zarządzanym przez Nadleśnictwo Dąbrowa Tarnowska (leśnictwo Bielcza).
Zajmuje powierzchnię 30,99 ha. Został powołany Rozporządzeniem Nr 6/2001 Wojewody Małopolskiego z dnia 4 stycznia 2001 roku (Dz. Urz. Woj. Małopol. Nr 4, poz. 20). Celem ochrony rezerwatu jest zachowanie ze względów przyrodniczych, naukowych i krajobrazowych stanowiska szafranu spiskiego (Crocus scepusiensis Borbás) wraz z gatunkami towarzyszącymi.
Teren rezerwatu porastają mieszane bory dębowo-sosnowe, grądy niskie przechodzące stopniowo w olsy oraz niewielkie fragmenty łęgów. Przez środek obszaru chronionego przepływa meandrująca rzeka Kisielina, natomiast od strony północnej rezerwat graniczy ze stawem Maruszka.